# Да (студия)
Студия «Да» (сокр. от детская анимация) — анимационная студия, специализирующаяся на благотворительных проектах. Студия была создана в Санкт-Петербурге в 2008 году Ириной Грудиной, Романом Соколовым, Мишей Сафроновым и Надей Федяевской, которые начали делать мультфильмы с детьми, лежащими в детском отделении НИИ Онкологии в городе Песочный. Помимо обучения анимации детей в трудных жизненных ситуациях, студия занимается созданием социально-направленной мультипликации, в том числе работает над мультсериалом и медиа-брендом «Летающие звери». В рамках проекта «Мульттерапия для детей в трудных жизненных ситуациях» студия «Да» открывает анимационные студии, проводятся мастер-классы для детей, волонтеров и сотрудников организаций, работающих с детьми.

## Фестивали
- VI Международный Фестиваль анимационных искусств «Мультивидение» вручил Специальный диплом «За мужество в искусстве» петербургской студии детской анимации «Да» — команде режиссёров, художников, аниматоров, детских психологов и педагогов, созданной в Петербурге для проведения занятий по созданию мультфильмов для детей с онкологическими заболеваниями. Её воспитанников ждал и ещё один сюрприз: оргкомитет фестиваля подарил им скульптуру Пластилиновой Вороны работы режиссёра студии «Пилот» Алексея Почивалова, которая до замены на керамическую, радовала посетителей в фойе киноцентра «Родина». А теперь будет своим присутствием вдохновлять воспитанников студии на создание рисованных историй, каждая из которой делает наш мир немного лучше.[3]

- Мультфильмы, созданные учениками студии, участвуют и становятся призерами на многих международных и российских фестивалях, в том числе на фестивале Мультивидение в Санкт-Петербурге (2011 год, приз «Лучший фильм, сделанный детьми», мультфильм «Железо», 2010 год, первое место в номинации «детская анимация», мультфильм «Самая первая песня», AniFest в Чехии (2013 год, специальный приз в категории 12-15 лет, фильм «Яблочный Джо», 2011 год приз за лучший мультфильм, сделанный детьми до 12 лет, мультфильм «Мой любимый герой», Anima Mundi в Бразилии (2014, Special mentioning за «Ярости и злости»), Vafi в Хорватии и многих других[4].

## Социально-ориентированная анимация
Взрослая, профессиональная часть студии занимается созданием мультфильмов социальной направленности. Студия сняла ролики для благотворительного фонда АдВита, один из которых («Помогите им выиграть») был посвящён детям, больным раком, другой («Донорство») призывал зрителей сдавать кровь. Для детей, больных фенилкетонурией, был выпущен мультфильм «Чуть-чуть», объясняющий им необходимость придерживаться диеты. Кроме того, был снят документальный фильм «Рак — это просто болезнь», который рассказывает истории людей, преодолевших болезнь.

## Летающие звери
Студия выпускает мультсериалы «Летающие звери» для детей от 6 до 12 лет и «Малыши и Летающие звери» для детей от 3 до 6 лет. Производство мультсериалов происходит за счет государственных грантов и частных пожертвований. Все прибыль от проектов, в том числе от продажи лицензий на использование персонажей идет в благотворительный фонд «Помогать легко» на помощь детям в трудной жизненной ситуации.